# Stanisław Skalski (pedagog)
Stanisław Skalski (ur. 6 kwietnia 1895 w Proszowicach, zm. 10 listopada 1988 w Krakowie) – polski pedagog, założyciel Państwowej Wyższej Szkoły Pedagogicznej i prorektor tej uczelni.

## Życiorys
Wykładał pedagogikę w Państwowej Wyższej Szkole Muzycznej i Akademii Sztuk Pięknych w Krakowie oraz Państwowej Wyższej Szkoły Pedagogicznej w Katowicach. Nauczyciel Liceum Pedagogicznego TPD w Krakowie.
11 maja 1946 został powołany na członka Komitetu Organizacyjnego Państwowej Wyższej Szkoły Pedagogicznej, a od 1 października 1946 r. – na stanowisko zastępcy dyrektora. Od 1 marca 1948 kierował tą uczelnią jako prorektor. 30 września 1949 rektorem został Kazimierz Józef Piwarski, a Stanisław Skalski pozostał prorektorem i pełnił tę funkcję do 31 października 1950.